# Bảy Núi

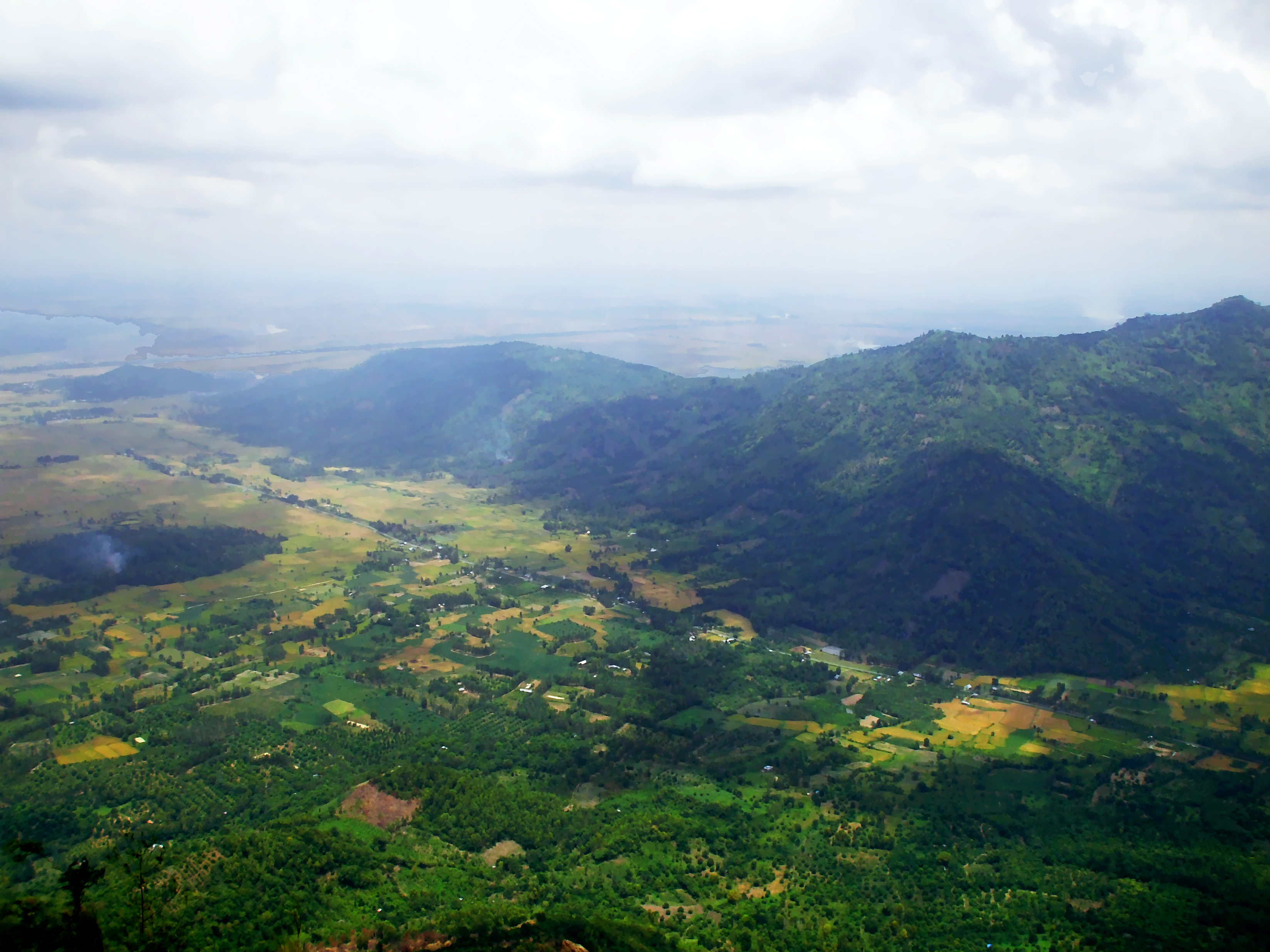
Từ đỉnh núi Cấm (trong Bảy Núi) nhìn xuống phía dưới

Bảy Núi có tên chữ là Thất Sơn (Hán-Việt), các tín đồ Bửu Sơn Kỳ Hương tôn xưng là Bửu Sơn, gồm bảy ngọn núi không liên tục, đột khởi trên đồng bằng miền Tây Nam Bộ thuộc huyện Tri Tôn và thị xã Tịnh Biên, tỉnh An Giang, Việt Nam.

## Đặc điểm địa hình và Lịch sử

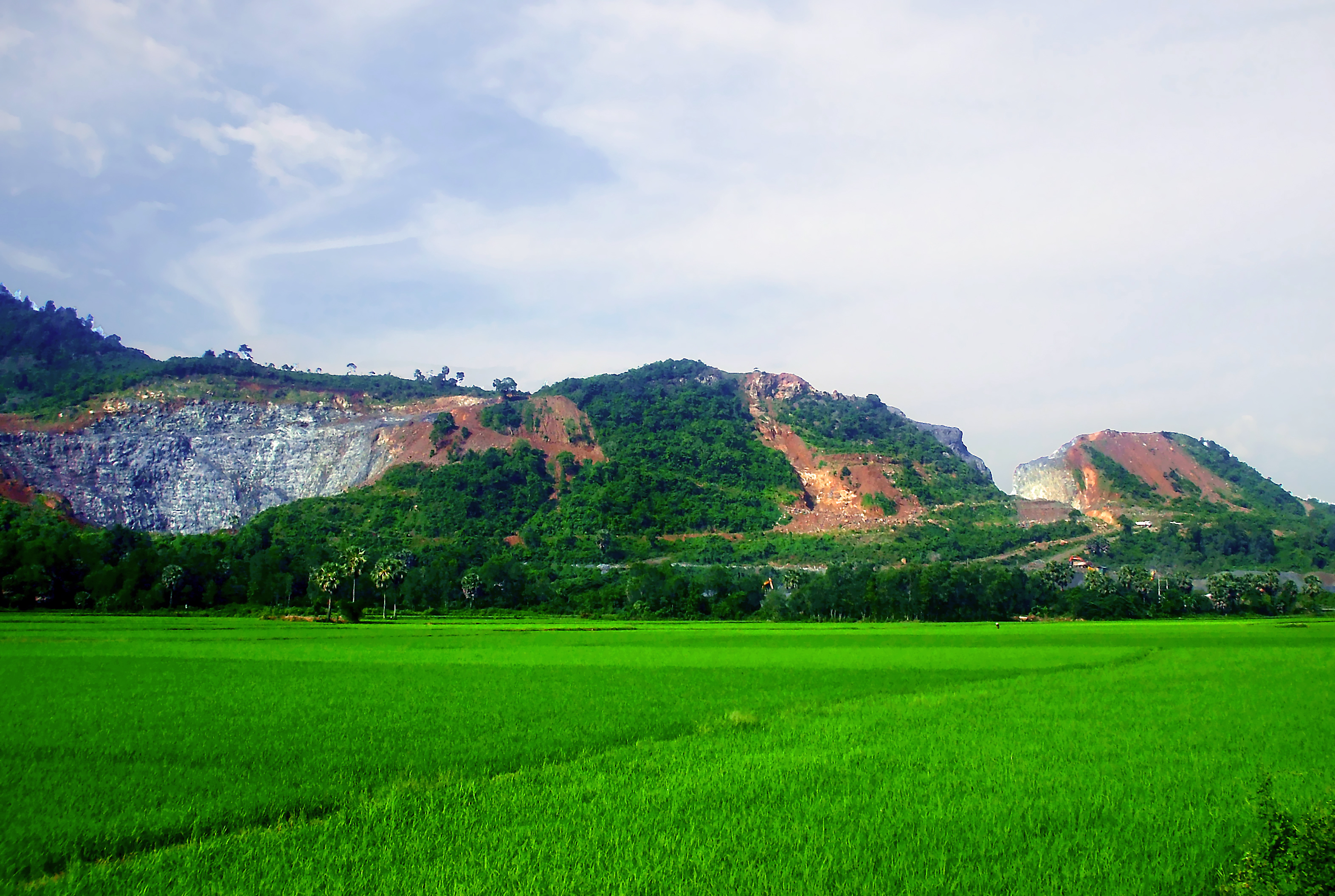
Một phần núi Cô Tô (trong Bảy Núi) đang bị khai thác đá.